# 天寧島戰役

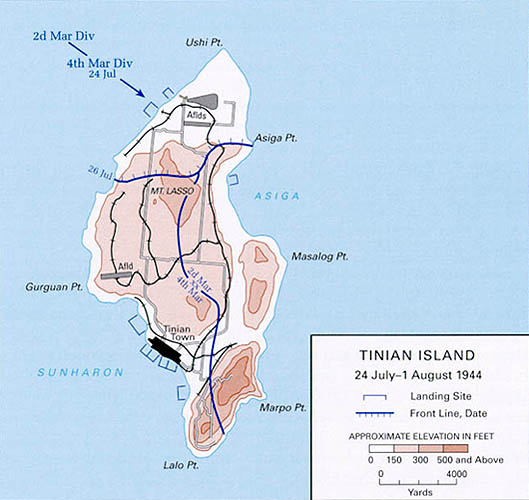
天寧島戰役示意圖

天寧島戰役是第二次世界大戰太平洋戰爭許多奪島戰役之一，自1944年7月24日到同年8月1日在馬里亞納群島之一的天寧島，登陸的美軍與島上駐守的日軍戰鬥，最終美軍攻佔這座島嶼。

## 背景
美軍在攻克塞班島後接著進攻天寧島；天寧島在塞班島南方5.6 公里（3.5 哩），是馬里亞納群島戰役裡美軍第二次奪島戰役，緒方敬志大佐領8,810日軍固守此座小島。

## 兩軍兵力比較

### 日本方面
- 海軍
  - 第1航空艦隊（司令長官：角田覺治中將　参謀長：三和義勇 大佐）

- 第56警備隊（司令大家吾一 大佐）
- 第1021航空隊（司令官粟野原仁志 大佐）
- 第121航空隊（司令岩尾正次 中佐）

計約4,500名官兵
- 陸軍
  - 第29師團日本步兵第50聯隊（聯隊長：緒方敬志 大佐）
  - 第43師團日本步兵第135聯隊第1大隊

計約4,000名
徵調當地民間人15,700名（内包括朝鮮人2,700名）

### 美軍方面
- - 海軍陸戰隊第2師
  - 海軍陸戰隊第4師

計約54,000名

## 戰役
1944年7月24日美國海軍陸戰隊第2師與第4師於早晨，採取「聲東擊西」登陸戰術欺騙日軍：海軍陸戰隊是自北方塞班島乘坐艦艇橫越窄小海峽，在美國海軍艦隊不停發砲轟擊天寧島下，火力掩護海軍陸戰隊登陸，島上北方日軍守軍中計，分兵增援攻擊西南方佯裝登陸的第2師美軍100艘兩棲登陸艇，但是第2師還沒上岸就在海上轉向島西北邊登陸，另外美軍海軍陸戰隊第4師第一波150艘兩棲登陸艇就在稍後7時島上西北方登陸成功。
但是美國海軍在離岸200公尺時，也因為日本守軍岸炮猛烈反擊導致傷亡。科羅拉多號戰艦（BB-45）與诺曼·斯科特号驱逐舰（DD-690）被日軍岸邊6吋炮炮火擊中，科羅拉多號戰艦被岸炮命中22發炮彈，導致美國水兵44人陣亡；诺曼·斯科特號驅逐艦則被日軍岸炮擊中6發，艦長Seymore Owens與其他同船美軍士兵22人一同陣亡。
日軍4個旅團在美軍於西北岸登陸時，緊急調派多門75mm口徑迫擊砲集中攻擊登陸美軍，美軍第4師與第2師的一個團當場被日本軍擊斃15人，殺傷220人。
日軍採取與塞班島同樣的頑強守島戰術，白天避戰休息，晚上夜戰突擊美軍。24日深夜2,500名日軍發動夜戰突擊美軍，但是美軍不停對空發射照明彈，導致日軍失去夜戰優勢而敗退，美軍還擊毀4輛日軍坦克，2位日軍上尉連長陣亡。
7月25日美軍第2師也全部登陸，與第4師會師共同往南進攻；日軍徵調當地島上住民男性16歲-45歲3,500人分成6隊，沿島上市街鬧區中心佈防抵抗美軍，美軍自25日戰到30日才突破當地民兵防線，繼續追擊日軍。
7月31日，美軍攻擊範圍已至南方，日軍放棄島上唯一淡水井，全軍撤退至島北最後一道防線，沿著島北飛機場旁高地佈陣，與美軍進入決戰，日本軍隨後陸續出現恐怖的「玉碎作戰」攻擊美軍；當日深夜，日本軍島陸軍司令緒方敬志大佐向外島上司日軍第31軍軍長小畑英良中将（也在幾天後的8月11日關島戰役當中玉碎）通報最後一通電話：表明已經彈盡援絕、將死守到底的殉國玉碎決心。
8月1日從黎明到傍晚一整天，日軍全體9,000兵力總共向美軍進攻3次，通通被美軍猛烈炮火擊退；第1021航空隊（司令官為粟野原仁志大佐）與林技術少佐多數日軍都在這一天陣亡。
8月2日黎明，島陸軍司令緒方敬志大佐在向日本天皇照片虔敬跪拜後焚燒軍旗（此即「奉焼」），率領最後1,000名日本軍與島民兵進行萬歲衝鋒；緒方敬志因此被美軍機槍擊中陣亡。海軍第1航空艦隊司令長官角田覺治中將在跑出司令部壕溝，朝攻至司令部美軍丟擲手榴彈炸斃數名美軍後，留下最後一顆手榴彈拔去安全梢、喊著「日本萬歲！」爆炸聲中自盡，接著第56警備隊司令大家吾一大佐作戰中彈陣亡，日本海軍第1航空艦隊参謀長三和義勇大佐已經切腹，隨從參謀早把屍體埋在島上某處，隨從參謀也全體自殺。
8月3日黎明，已無日本軍槍炮響；美軍已經佔領天寧島。
天寧島本島上倖存的一個日本兵藤田峻治仍持續向美軍作戰，最後向數萬美軍投降時已經是戰爭結束8年後的1953年。
天寧島原本就有飛機場，它與多山丘的塞班島不同，比較平坦的島嶼地形使美軍使用的坦克與平射炮作戰更具威力，所以美軍只花9天便攻佔此島。  
天寧島戰役也是太平洋戰役裡美國空軍第一次空投凝固汽油彈，120枚掛載於可抛式副油箱（jettisonable tanks）載點的任務中，其中25枚是凝固汽油混合物，其餘為石油-汽油混合物；投射任務由P-47戰鬥機負責，其中有14枚為啞彈，作戰結論是凝固汽油彈對於燒除敵軍表面偽裝的成效極為良好，飛機在燒除敵軍偽裝後可用機槍進行有效掃射；也因為島上都是樹木，美軍早已經把此島規劃增建機場跑道，故空投燃夷彈提早整理地面爭取時間。

## 結局
數百名日軍在天寧島西南角落Aguijan小島叢林裡奮戰不懈數個月，日軍上尉連長山田錦一（Kinichi Yamada）帶領部隊作戰，直到1945年8月15日天皇已經宣佈日本投降他們仍就持續抵抗，不久後才投降－延遲投降的原因有可能是出自勇氣，也可能是收音機壞掉收不到投降命令。 
美軍攻佔天寧島後，它成為美軍在太平洋作戰的重要基地。天寧島開始修繕容納50,000人營房基地及加長飛機場跑道，工事由15,000名美國海軍工兵隊完成，趕工完成後成為太平洋戰爭裡最繁忙之要地，美軍工兵修築6條2,400公尺飛機跑道以符合B-29轟炸機之起降需求，自此B-29開始攻擊菲律賓、琉球群島以及日本本土，第二次世界大戰太平洋戰爭因此出現重大轉變-盟軍轟炸機可以天天轟炸日本本土的重要設施，而非以往隔幾天才能轟炸一次的窘境了。在1945年8月，載運原子彈轟炸廣島與長崎的B-29，也是從本島起飛的。

## 相關聯結
- U.S. Army Campaigns of World War II: Western Pacific （页面存档备份，存于）
- WW2DB: The Marianas and the Great Turkey Shoot（页面存档备份，存于）
- USCM Historical Monograph: The Seizure of Tinian （页面存档备份，存于）